# Кицмань (станция)

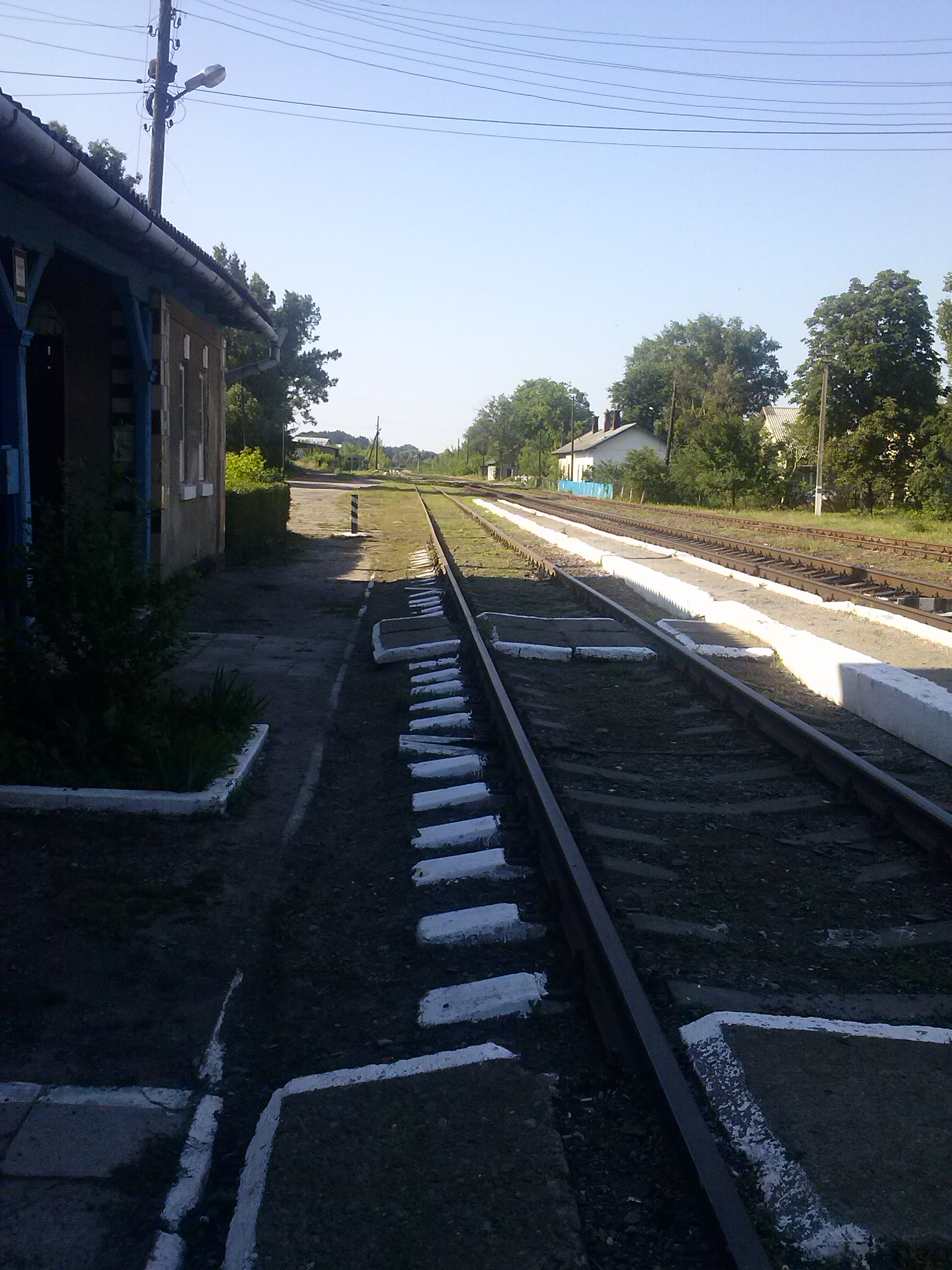
Станция Кицмань. Вид в направлении станции Стефанешты

Кицмань — пассажирско-грузовая промежуточная станция Ивано-Франковской дирекции Львовской железной дороги на линии Стефанешты - Черновцы-Северная между станциями  Веренчанка (отстоит на 12 км) и Лужаны (отстоит на 11 км).
Станция расположена в городе Кицмань Кицманского района Черновицкой области.

## История
Станция Кицмань на линии Стефанешты — Черновцы-Северная существует с 1890 года .
В том же году был построен станционный вокзал. Здание построено под влиянием австрийских архитектурных тенденций (в 1774 — 1918 гг. Кицмань, носившая тогда название Котцман, входила в состав Земель австрийской короны в Австро-Венгерской империи) и является типичным образцом для вокзалов в западноукраинских городах.
В октябре 1941 года, после оккупации города румынскими войсками, со станции Кицмань было депортировано все еврейское население города
— 560 человек. После 1945 года в Кицмань вернулось только восемь еврейских семей.

## Пассажирское сообщение
На станции ежедневно останавливаются две пары пригородных поездов, следующих от станции Черновцы до конечной станции Стефанешты и обратно.